# Eugene Omalla
Eugene Omalla (né le 5 octobre 2000 à Zoetermeer) est un athlète ougandais et néerlandais, spécialiste du 400 mètres. 
Il remporte la médaille d'or aux Jeux olympiques d'été de 2024 dans l'épreuve du relais 4 × 400 mètres mixte.

## Biographie
Début 2024, il établit un nouveau record d'Afrique sur 400 m piste courte en 45 s 18 lors des championnats Big 12 en salle à Lubbock.
À partir du mois d'avril il concourt pour les Pays-Bas.

## Palmarès
| Date | Compétition                    | Lieu      | Résultat | Épreuve         | Temps        |
| ---- | ------------------------------ | --------- | -------- | --------------- | ------------ |
| 2024 | Jeux olympiques                | Paris     | 1er      | 4 × 400 m mixte | 3 min 7 s 43 |
| 2025 | Championnats d'Europe en salle | Apeldoorn | 1er      | 4 x 400 m       | 3 min 4 s 95 |

## Records
| Épreuve | Épreuve      | Temps        | Lieu              | Date            |
| ------- | ------------ | ------------ | ----------------- | --------------- |
| 400 m   | Plein air    | 45 s 24      | La Chaux-de-Fonds | 14 juillet 2024 |
| 400 m   | Piste courte | 45 s 18 (AR) | Lubbock           | 23 février 2024 |